# L'ultima danza (film 1914)
L'ultima danza è un film del 1914 diretto da Umberto Paradisi.

## Critica
(M. Cagliano, La Cine-Fono, 28 marzo 1914)
(Franco Occhinegro, L'Alba Cinematografica, 1 aprile 1915)